# Carta de una desconocida (novela de 1922)
Carta de una desconocida (en alemán: Brief einer Unbekannten) es una novela corta de Stefan Zweig, publicada en 1922. Cuenta la historia de un escritor que recibe la carta de una mujer que no reconoce y que ha estado enamorada de él toda su vida.

## Sinopsis
Un escritor famoso vuelve a Viena después de unas vacaciones en la montaña, el día de su 41.er cumpleaños. Entre la correspondencia pendiente está una carta sin remite con el encabezamiento:

A ti, que nunca me has conocido.

La carta está escrita por una mujer que, cuando tenía 13 años, era vecina suya. Durante un breve tiempo le observa y se recrea en esta relación «a distancia». Un día su madre viuda le comunica que se irán a vivir a Innsbruck porque ha aceptado casarse con un comerciante de allí, pariente lejano suyo. La última noche antes de su traslado espera la llegada del escritor y queda sumida en angustia cuando le oye subir la escalera acompañado de una mujer.
La joven crece, leyendo todos los libros publicados por el escritor y con el objetivo de volver a Viena. Logra regresar, con 18 años, como empleada de una casa de modas. Todas las noches al salir del trabajo se acerca al edificio donde vive el escritor y contempla las ventanas. El escritor se fija en ella pero no la reconoce. Un día la invita a cenar y luego a su piso. Después de tres citas, el escritor debe abandonar Viena un tiempo y la mujer desconocida le proporciona únicamente un apartado de correos para que se ponga en contacto con ella cuando vuelva. El escritor vuelve pero nunca escribe una nota para reanudar la relación.
Fruto de estas relaciones, la joven da a luz, en condiciones miserables. Sobrevive a base de amantes diversos y es capaz de proporcionar una excelente educación a su hijo. En el transcurso de su vida social vuelve a encontrarse con el escritor, que sigue sin reconocerla.

## Adaptaciones
En 1948 fue adaptada al cine por Howard Koch para una película, con el mismo título, dirigida por Max Ophüls y protagonizada por Joan Fontaine y Louis Jourdan.
En 1957 se estrenó la película Feliz año, amor mío, dirigida por el argentino Tulio Demicheli, rodada en México y protagonizada por Arturo de Córdova y Marga López.
En 2004 se produjo una nueva adaptación cinematográfica de la novela, Carta de una mujer desconocida, a cargo de Xu Jinglei.